# یونیون، شهرستان ناپا، کالیفرنیا
یونیون (به انگلیسی: Union) یک منطقهٔ مسکونی در ایالات متحده آمریکا است که در شهرستان ناپا، کالیفرنیا واقع شده‌است. یونیون ۲۴ متر بالاتر از سطح دریا واقع شده‌است.